# Tomáš Řepka
Tomáš Řepka, född 2 januari 1974, är en tjeckisk före detta fotbollsspelare (försvarare).
Řepka representerade klubbar som FC Banik Ostrava, ACF Fiorentina och West Ham under karriären. Han spelade även för Sparta Prag mellan 1995 och 1998. Repka har också spelat 46 A-landskamper för Tjeckien mellan 1993 och 2001 och fanns med i truppen till EM 2000. Han är känd för sitt dåliga humör och samlade på sig 20 röda kort under karriären.